# Alopecosa dryada
Alopecosa dryada är en spindelart som beskrevs av Cordes 1996. Alopecosa dryada ingår i släktet Alopecosa och familjen vargspindlar.
Artens utbredningsområde är Grekland. Inga underarter finns listade i Catalogue of Life.